# 사나다 유키타카
사나다 유키타카(일본어: 真田幸隆, 1513년 ~ 1574년 6월 8일)는 센고쿠 시대의 무장이다. 시나노의 토착 호족으로, 가이의 센고쿠 다이묘 다케다씨의 가신이다. 어릴적 이름은 고타로이며, 후에 단조노조라는 이름을 사용했다. 후에 출가하여 잇토쿠사이라는 법명을 받는다. 사나다씨의 가계도에는 “유키타카”라고 기록되어 있지만, 당시의 사료에는 그의 이름이 대부분 유키쓰나(幸綱)라고 기록되어 있다. 또 아들 중에 “다카”라는 글자를 이어받은 사람이 없는 점 등으로 보아 최근에는 “유키쓰나”가 정확한 이름이며 만년에 유키타카라고 개명한 것이라고 보는 설이 유력하다. 동생으로 야자와 요리쓰나(矢沢頼綱), 도키다 다카나가(常田隆永), 간바라 유키사다(鎌原幸定) 등이 있다. 부인은 사나다 가문의 가신 가와라 다카마사(河原隆正)의 딸·교운인(恭雲院). 아들로 노부쓰나(信綱), 마사테루(昌輝), 마사유키(昌幸), 노부타다(信尹), 가나이 다카카쓰(金井高勝) 등이 있다.

## 출신
시나노 지사가타군(현재의 나가노현 도미시)의 호족인 운노 무네쓰나(海野棟綱) 또는 사나다 요리마사의 아들로 태어났다고 전해진다. 유키타카의 인생 전반기에 대한 확실한 1차적 사료가 없고, 또 유키타카의 출신에 대해 여러 가계도가 존재하기 때문에, 그가 어느 가문 출신이고, 아버지는 누군지, 또 “사나다”라는 성은 언제부터 쓰기 시작한 것인지에 대해서는 여러 가지 설이 있다. 흔히 사나다라는 성은 유키타카 때부터 쓰기 시작했고, 유키타카는 운노 가문 출신이라고 널리 알려져 있다. 그러나 “사나다”라는 성 자체도 유키타카가 태어나기 전부터 횟수는 많지 않지만 기록에 존재한다. 또, 유키타카의 아버지로 기록되어 있는 운노 무네쓰나나 사나다 요리마사의 관계에 대해서도, 사나다 요리마사를 무네쓰나의 사위로 보는 설이나 운노 무네쓰나의 아들인 유키타카가 요리마사의 양자가 되었다는 등의 갖가지 견해가 있지만, 어느 쪽도 아직 상세하게 판명된 것은 아니다(여기서는 운노 무네쓰나의 아들로 기재하지만, 이후의 조사에 의해 새로운 사실이 판명될 가능성이 있음을 덧붙인다).

## 생애
덴분 10년(1541년), 가이 국주 다케다 노부토라(武田信虎)는 시나노의 호족인 스와 요리시게, 무라카미 요시키요와 함께 운노 가문의 영지였던 지사가타 군을 침공했다. 그 해 5월, 운노 가문은 운노타이라 전투에서 패배하여 영지에서 쫓겨났고, 미노와 성 성주 나가노 나리마사에 의탁하러 고즈케국으로 달아났다. 운노 가문의 수장 무네쓰나는 관동지방의 대세력이던 관동관령 우에스기 노리마사(上杉憲政)의 힘으로 다케다 세력을 물리치고 옛 영지의 회복을 구상하고 있었다. 그러나 덴분 15년(1546년) 4월에 기습전으로 유명한 “가와고에 야전”에서 노리마사가 호조 우지야스(北条氏康)에게 참패하는 사건이 일어났다. 이 패배 이후 노리마사는 사실상 무력해졌고, 무네쓰나의 꿈은 물거품이 되었다. 한편 다케다 가문에서는 텐분 10년(1541년)에 다케다 하루노부(신겐)가 아버지 노부토라를 국외로 추방하고 가독(가문의 우두머리로서의 권리)을 계승하여, 시나노의 사쿠와 지사가타 두 군을 침공하고 있었다. 유키타카는 아버지와는 달리, 다케다의 신하가 되어 옛 영토를 회복하려 했다. 유키타카가 언제 다케다 가문 휘하로 들어갔는지에 대해서는 여러 설이 있다. 《고요군칸》에 따르면 유키타카는 덴분 17년（1548년）의 우에다하라 전투(다케다 신겐이 무라카미 요시키요에게 대패한 전투)에 이타가키 노부카타의 부장으로서 참전했다. 또, 《고하쿠사이기》에 따르면, 유키타카는 책략을 사용하여 무라카미 요시키요의 모치즈키 가문을 다케다측으로 끌어들였다고 한다.
다케다 가문의 신하가 된 뒤로는 시나노 센포슈(信濃先方衆: 시나노 방면 군단)에서 활약했다. 하루노부는 유키타카에게 시나노 제압에 힘쓴 공을 인정받아, 치이사가타의 스와에 영지를 줄 것을 약속했다. 덴분 19년(1550년) 8월의 도이시 성 공격은 유키타카의 요청에 의한 것이었다고 한다. 하루노부는 직접 군대를 이끌고 도이시 성을 공격하지만, 이 작전은 “도이시 대참패”라고 불릴 정도의 대실패로 끝나고 만다. 그러나 《고하쿠사이기》에 따르면 다음 해인 덴분 20년(1551년에 유키타카가 모략으로 무라카미 군을 내부 붕괴시켜 함락시켰다고 한다. 중요 거점이었던 도이시 성을 잃어버린데다 계속되는 다케다 군의 압박을 견딜 수 없었던 무라카미 요시키요는 덴분 22년(1553년)에 영지를 버리고 에치고국으로 도망쳤고, 유키타카는 옛 영지를 되찾았다. 유키타카는 본거지 마쓰오 성을 정비했으며, 도이시 성주를 겸임했다.
한편 에치고로 달아난 무라카미 요시키요는 에치고의 영주 나가오 가게토라(長尾景虎, 후의 우에스기 겐신(上杉謙信))에게 의탁했다. 요시키요를 비롯하여 하루노부에게 영지를 빼앗긴 시나노의 호족들은 가게토라에게 끊임없이 다케다를 응징할 것을 호소했다. 결국 가게토라가 이에 응해 시나노를 침공하면서 벌어진 것이 5번에 걸친 가와나카지마 전투이다.
유키타카는 고지 2년(1556년)에 하 니시나의 히가시아마카자리 성을 공략하여, 그 성의 성주가 되었다. 에이로쿠 2년1559년)에 하루노부가 신겐이라는 법명으로 출가하자, 자신도 잇토쿠사이라는 법명을 받고 출가했다. 에이로쿠 4년(1561년)에 있었던 제4차 가와나카지마 전투에서 유키타카는 사이조 산의 우에스기 본진 야습작전에 참가했다.
5회에 걸친 가와나카지마 전투가 끝나고 시나노가 안정적으로 신겐의 수중에 들어가자, 다케다 가문은 간토 지방에 세력을 뻗치기 시작했다. 덴분 23년(1554년)의 고소슨 삼국동맹(다케다, 호죠, 이마가와 가문의 세 영주가 직접 회견하여 맺은 상호 혼인동맹) 성립 후에 다케다와 호조가 동맹 세력이 되자, 호조 우지야스는 간토를 침략하는 우에스기 겐신과 싸우면서 유키타카에게 도움을 청했다. 유키타카는 이에 응해 간토 지방의 전투에 여러 번 참가했다. 사나다 가문과 친척이던 가마하라 가문과 하네오 가문 사이에서 영지분쟁이 발생하자 유키타카가 개입하여 이를 중재했다. 에이로쿠 6년(1563년)에는 하네오 가문이 분쟁을 일으키도록 뒤에서 지원한 사이토 가문(우에스기 가문의 부하)의 본거지 이와비쓰 성을 공격했다. 또 에이로쿠 8년(1565년)에는 고쿠야마 성을, 에이로쿠 10년(1567년)에는 시로이 성을 공격했다. 맏아들 노부쓰나와 함께, 다케다 가문의 관동 공격의 중요거점이었던 미노와 성의 성주대리로 있었던 시기도 있다고 한다. 이것은 후다이 가신(대대로 내려오는 가신)에 버금가는 대우이다.
또, 이 무렵에는 가독(가문의 우두머리로서의 권리)을 노부쓰나에게 넘기고 은거하였던 것으로 보인다. 당시 다케다 가문의 주요 작전이었던 스루가 침공이나 상락(군대를 이끌고 일본의 수도인 교토로 올라가는 일)에는 참가하지 않고, 오로지 후방에서 시나노 북부와 관동을 지키는 일에만 전념했다. 상락 도중 주군인 신겐이 급사했고, 신겐이 죽은 다음 해인 덴쇼 2년(1574년)의 5월 19일, 유키타카도 도이시 성에서 병사하였다. 향년 62세.

## 인물
하루노부는 유키타카의 지략과 공적을 높이 평가하여, 유키타카가 신입에 외지인(시나노 출신)이었음에도 불구하고 후다이 가신(대대로 내려오는 가신)과 등등한 대우를 했다. 고후(다케다 가문의 본거지)에도 저택을 마련했다. 뛰어난 인재가 많던 다케다 가문 안에서도 한눈에 띄는 사람이었다. 단조노조라는 관위명으로부터 공격의 단조(攻め弾正)라는 별명으로 불렸다.

## 같이 보기
- 사나다씨

| 전임 사나다 요리마사 | 제2대 시나노 사나다 가문 당주 1523년 ~ 1574년 | 후임 사나다 노부쓰나 |